# 染褐䱵
染褐䱵（學名：Morwong ephippium）又名上唇指䱵、染鰭指䱵，為婢䱵科褐䱵屬的物種之一。

## 分布
本種分佈於太平洋西南部，包括澳大利亞的豪勳爵島、諾福克島至紐西蘭的克馬德克群島，棲息於水深介於0—250（0—820英尺）的亞熱帶海域，為底棲魚類。

## 形態
本魚體長的最大記錄為20.0（7.9英寸）。

## 生態
本魚常見於靠岸的水域，主要小型無脊椎動物為食。本魚會篩濾泥沙并吸食其中的獵物。

## 利用
本魚為經濟魚種。

## 保護狀態
國際自然保護聯盟瀕危物種紅色名錄尚未評估本魚的生存狀態。